# Gränslös – det bästa
Gränslös - det bästa är ett samlingsalbum av Tommy Körberg som kom ut år 2003.

## Låtlista

### CD 1
1. Den första gång jag såg dig
2. Släpp fångarne loss
3. Judy min vän
4. Som en bro över mörka vatten (Bridge over Troubled Water)
5. Himlen är oskyldigt blå
6. Drömmen om Elin
7. Ack Värmeland du sköna
8. Jag kom inte för att jag tror
9. Sol på Jorden
10. Sök dig till bergen
11. Stad i ljus
12. Jag vill ha dig Här
13. Brinn
14. Sometimes
15. Winner Takes it All
16. Where Do We Begin
17. Likgiltigheten är en form
18. Nature boy
19. Anthem
20. Somebody's taken Maria away

### CD 2
1. Min barndom
2. Nu har jag fått den jag vill ha
3. Familjelycka
4. Led hans väg
5. Vid Molins fontän
6. Konsten att vara vacker
7. Can't buy me love
8. En valsmelodi
9. Min vind är din
10. Ravaillac
11. Såsom Jorden väntar – fäbodpsalm från Mora
12. Tankar
13. Fattig bonddräng
14. Luffarvisan
15. Trubbel
16. Kärlek ingen ville ha
17. Han har ihop det med min fru
18. Gamla älskares sång
19. I mitt hjärtas land – Anthem på svenska

## Listplaceringar
| Lista (2003, 2005, 2010) | Topplacering |
| ------------------------ | ------------ |
| Sverige                  | 5            |